# Arancini

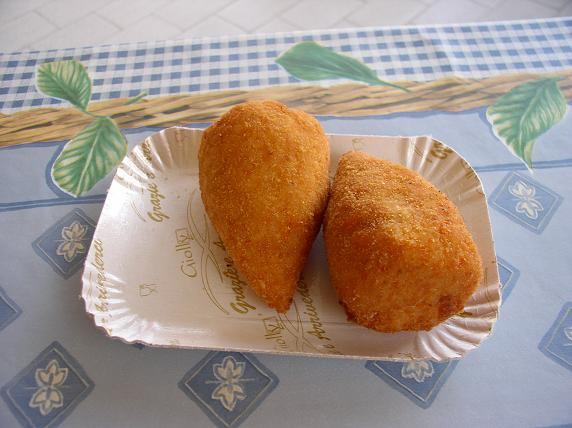
Arancini de la zona Etnea.

Los arancini (pronunciación en italiano: /aranˈtʃiːni/, en singular arancino) son una especialidad de la cocina siciliana. Se trata de unas bolas o conos de arroz empanados y fritos de 8-12 cm de diámetro, generalmente rellenos de ragú, guisantes y queso, o jamón ,cortado en cubitos, y mozzarella. Se sirven calientes y se comen a cualquier hora del día.

## Características
No deben confundirse con los supplì, que son más pequeños y suaves.  
El arancino más popular en Sicilia es con ragú de carne, sin embargo hay varios gustos: blanco (con mozzarella, jamón y, a veces, bechamel), con espinacas, con setas, a la norma (con salsa de tomate y berenjenas, también llamado "catanese") y con pistacho. La versatilidad del arancino se ha aprovechado para diversos experimentos; hay por ejemplo variantes dulces que se preparan con cacao y chocolate y se cubren con azúcar; 
Para facilitar la distinción entre los distintos sabores, la forma del arancino puede variar. 
Suelen servirse calientes, recién cocinados, para que el relleno suave contraste con el exterior crujiente.

## Nombre
Su nombre deriva de la forma típica y del color (debido a la fritura y al empleo del azafrán) que recuerda a la naranja (arancia en italiano).

## Arancini en la cultura popular
La receta completa y original de los arancini fue editada por la primera vez en el 1931 en el libro “La cocina futurista” de Filippo Tommaso Marinetti y Fillia, en la página N.° 217 donde es nominada “Arancine di riso” y atribuida al futurista Arm.Mazza.
El personaje ficticio Comisario Montalbano, protagonista de una serie de novelas y narraciónes publicadas por el escritor siciliano Andrea Camilleri, suele degustar los arancini y, gracias al libro "Gli arancini di Montalbano", ha sido uno de los principales contribuyentes por internacionalizar este plato. 
El arancino más grande con un peso de 32,7 kilos se preparó en Catania y ganó el Libro Guinness de los Récords Mundiales en 2019.